# Prikólotne
Prikólotne (en ucraniano: Приколотне, romanizado: Prykólotne; en ruso: Приколотне) es un pueblo ucraniano perteneciente al óblast de Járkov. Situado en el noreste del país, forma parte del raión de Kúpiansk y del municipio (hromada) de Viljuvatka.

## Geografía
Prikólotne está situado en la orilla del río Jotomlia, un afluente del Donets, 12 km al norte de Veliki Burluk y a 82 km al noreste de Járkiv. La frontera con Rusia se extiende unos 20 kilómetros al noreste, al oeste se encuentra el embalse de Prikólotne.

## Historia
El lugar fue fundado en 1898 como asentamiento de la estación Zadonska (en ruso: Задонська), rebautizado como Prikólotne en 1901 y nombrado asentamiento de tipo urbano en 1957.  
Durante la invasión rusa de Ucrania, la población fue ocupada temporalmente por tropas rusas. El 11 de septiembre de ese mismo año la ciudad fue recuperada por el ejército ucraniano.
Hasta el 18 de julio de 2020, la población fue parte del raión de Veliki Burluk hasta su abolición como parte de la reforma administrativa de Ucrania, que redujo el número de raiones en el óblast de Járkov a siete, por lo que pasaría a formar parte del raión de Kúpiansk.En 2023, Prikólotne perdió el estatus de asentamiento de tipo urbano debido a la eliminación de este estatus administrativo.

## Demografía
La evolución de la población de Prikólotne entre 1989 y 2022 fue la siguiente:
| 2796                                                          | 2118 | 2068 | 2022 | 1928 |
| (Fuente: Cities & Towns of Ukraine y UKRAINE: Größere Städte) |      |      |      |      |

La mayoría de la población son ucranianos (80%), pero la ciudad cuenta también con minorías de rusos, armenios y gitanos.

## Infraestructura

### Transporte
El asentamiento tiene conexiones por carretera con Vovchansk a través de Bili Kolodiaz y con Kúpiansk y Chujúyiv a través de Veliki Burluk. La estación de tren de Prikólotne está en la línea de ferrocarril que conecta Vovchansk y Kúpiansk. 